# Holasteron reinholdae
Holasteron reinholdae là một loài nhện trong họ Zodariidae.
Loài này thuộc chi Holasteron. Holasteron reinholdae được Barbara C. Baehr miêu tả năm 2004.